# Neuilly-sur-Eure
|  | No s'ha de confondre amb Neuilly (Eure). |

Neuilly-sur-Eure és un municipi francès al departament d'Orne (regió de Normandia). L'any 2007 tenia 518 habitants.

## Demografia

### Població
El 2007 la població de fet de Neuilly-sur-Eure era de 518 persones. Hi havia 228 famílies de les quals 68 eren unipersonals (32 homes vivint sols i 36 dones vivint soles), 76 parelles sense fills, 72 parelles amb fills i 12 famílies monoparentals amb fills.
La població ha evolucionat segons el següent gràfic:

### Habitatges
El 2007 hi havia 371 habitatges, 227 eren l'habitatge principal de la família, 117 eren segones residències i 28 estaven desocupats. 367 eren cases i 2 eren apartaments. Dels 227 habitatges principals, 189 estaven ocupats pels seus propietaris, 30 estaven llogats i ocupats pels llogaters i 7 estaven cedits a títol gratuït; 4 tenien una cambra, 15 en tenien dues, 56 en tenien tres, 68 en tenien quatre i 83 en tenien cinc o més. 174 habitatges disposaven pel capbaix d'una plaça de pàrquing. A 113 habitatges hi havia un automòbil i a 96 n'hi havia dos o més.

### Piràmide de població
La piràmide de població per edats i sexe el 2009 era:
| Homes | Edats   | Dones |
| ----- | ------- | ----- |
| 0     | 95 o +  | 0     |
| 0     | 90 a 94 | 0     |
| 0     | 85 a 89 | 12    |
| 12    | 80 a 84 | 0     |
| 16    | 75 a 79 | 16    |
| 16    | 70 a 74 | 16    |
| 12    | 65 a 69 | 20    |
| 16    | 60 a 64 | 12    |
| 12    | 55 a 59 | 4     |
| 20    | 50 a 54 | 16    |
| 16    | 45 a 49 | 16    |
| 28    | 40 a 44 | 16    |
| 8     | 35 a 39 | 12    |
| 12    | 30 a 34 | 24    |
| 16    | 25 a 29 | 8     |
| 8     | 20 a 24 | 4     |
| 4     | 15 a 19 | 16    |
| 16    | 10 a 14 | 24    |
| 4     | 5 a 9   | 12    |
| 12    | 0 a 4   | 16    |

## Economia
El 2007 la població en edat de treballar era de 324 persones, 237 eren actives i 87 eren inactives. De les 237 persones actives 210 estaven ocupades (125 homes i 85 dones) i 27 estaven aturades (12 homes i 15 dones). De les 87 persones inactives 42 estaven jubilades, 16 estaven estudiant i 29 estaven classificades com a «altres inactius».

### Ingressos
El 2009 a Neuilly-sur-Eure hi havia 256 unitats fiscals que integraven 584,5 persones, la mediana anual d'ingressos fiscals per persona era de 17.963 €.

### Activitats econòmiques
Dels 35 establiments que hi havia el 2007, 4 eren d'empreses de fabricació d'altres productes industrials, 8 d'empreses de construcció, 8 d'empreses de comerç i reparació d'automòbils, 1 d'una empresa de transport, 3 d'empreses d'hostatgeria i restauració, 1 d'una empresa d'informació i comunicació, 6 d'empreses de serveis i 4 d'empreses classificades com a «altres activitats de serveis».
Dels 10 establiments de servei als particulars que hi havia el 2009, 2 eren tallers de reparació d'automòbils i de material agrícola, 2 paletes, 1 guixaire pintor, 1 fusteria, 2 lampisteries, 1 perruqueria i 1 restaurant.
Dels 2 establiments comercials que hi havia el 2009, 1 era una botiga de menys de 120 m² i 1 una fleca.
L'any 2000 a Neuilly-sur-Eure hi havia 20 explotacions agrícoles que ocupaven un total de 972 hectàrees.

## Equipaments sanitaris i escolars
El 2009 hi havia una escola elemental.

## Poblacions properes
El següent diagrama mostra les poblacions més properes.